# Kiewer Nationale Universität für Handel und Wirtschaft
Die Kiewer Nationale Universität für Handel und Wirtschaft (ukrainisch Київський національний торговельно-економічний університет; englisch Kyiv National University of Trade and Economics (KNUTE)) ist eine ukrainische Hochschule.

## Überblick
Die Hochschule wurde 1946 gegründet. Am 11. September 2000 erhielt die Universität den Status einer Nationaluniversität.
Die KNTEU bietet zusammen mit der ESCP Europe Wirtschaftshochschule Berlin und anderen europäischen Wirtschaftshochschulen den Studiengang  „Zentraleuropäischer MBA (CeMBA)“ an.
Die Universität bietet für etwa 17.000 Studenten (Stand 2016) vierjährige Bachelor- und ein- bis zweijährige Masterstudiengänge sowie zwei- bis dreijährige postgraduale und Doktoratsstudiengänge (PhD) im Zusammenhang mit Ökonomie und Management an. Die Lehr- und Forschungsaktivitäten verteilen sich auf sechs Fakultäten mit insgesamt 32 Instituten und siebzehn Schulen in Burschtyn, Kiew, Charkiw, Winnyzja, Czernowitz, Chmelnyzkyj, Uschhorod, Kolomyja, Odessa, Schytomyr und Jalta. Einschließlich der regionalen Unterabteilungen werden insgesamt 40.000 Personen ausgebildet.

## Chronologie der Namensänderungen
Historisch gesehen änderte sich der Name der Universität oft, je nach Unterstellung, Reorganisation oder Statusverleihung durch die Regierung oder den Präsidenten.
- 1946–1959 – Kyyiwer Filiale des Allunions-Fernstudieninstituts für sowjetischen Handel
- 1959–1959 – Kyyiwer Filiale des Instituts für sowjetischen Handel Charkiw
- 1959–1966 – Kyyiwer Filiale des Instituts für sowjetischen Handel Donezk
- 1966–1994 – Institut für Handel und Wirtschaft Kyyiw (IHWK)
- 1994–2000 – Staatliche Universität für Handel und Wirtschaft Kyyiw (SUHWK)
- 2000–2022 – Nationale Universität für Handel und Wirtschaft Kyyiw (NUHWK)
- seit 2022 – Staatliche Universität für Handel und Wirtschaft (SUHW)[6]

Die letzte Namensänderung erfolgte aufgrund einer Reorganisation, die durch Änderungen in der Gesetzgebung bedingt war. Stand 2025 erwartet die Universität die erneute Verleihung des Nationalstatus durch den Präsidenten der Ukraine und damit verbunden eine weitere Namensänderung in Nationale Universität für Handel und Wirtschaft (NUHW).

## Fakultäten
- Fakultät für Internationalen Handel und Recht
- Fakultät für Ökonomie, Management und Psychologie
- Fakultät für Handel und Vermarktung
- Fakultät für Finanz- und Bankwesen
- Fakultät für Rechnungswesen, Rechnungsprüfung und Informationssysteme
- Fakultät für Gastronomie-, Hotel- und Tourismuswissenschaften[4]